# David Jonsson
David Jonsson (Londra, 4 settembre 1993) è un attore britannico.

## Biografia
David Jonsson è nato a Londra: suo padre era un ingegnere informatico e sua madre lavorava per il dipartimento di polizia. Dopo aver terminato il liceo, Jonsson si unì al National Youth Theatre e poi studiò alla Royal Academy Of Dramatic Art; nel 2016 si è laureato in arte drammatica.
Jonsson ha iniziato la sua carriera di attore sul palco con ruoli nelle produzioni di Mary Stuart e Don Juan a Soho. Nel 2018 ha scritto, diretto e interpretato il suo cortometraggio, Gen Y.
Debutta in televisione nella serie televisiva Il giovane ispettore Morse nel 2018, per poi interpretare il ruolo di Augustus Sackey nello show Industry, in onda su BBC Two nel 2020. Nel 2023 interpreta il protagonista nella miniserie televisiva inglese Murder Is Easy, tratto dal romanzo È troppo facile di Agatha Christie.

## Vita privata
L'attore ha una relazione con l'attrice Vivian Oparah.

## Filmografia

### Cinema
- Gen Y, regia di Lee Gray e David Jonsson – cortometraggio (2018)
- The Booker Prizes 2021: The Promise, regia di Christine Ubochi – cortometraggio (2021)
- Ritrovarsi in Rye Lane, regia di Raine Allen-Miller (2023)
- Pray, regia di Caleb Azumah Nelson – cortometraggio (2023)
- Meat Puppet, regia di Eros V – cortometraggio (2024)
- Alien: Romulus, regia di Fede Álvarez (2024)

### Televisione
- Il giovane ispettore Morse (Endeavour) – serie TV, 2 episodi (2018)
- Deep State – serie TV, 6 episodi (2019)
- Industry – serie TV, 15 episodi (2020-2022)
- Murder Is Easy – serie TV, 2 episodi (2023)

### Podcast
- Unit - the New Series – 1 episodio (2017)

## Doppiatori italiani
Nelle versioni in italiano delle opere in cui ha recitato, David Jonsson è stato doppiato da:
- Alessandro Campaiola in Alien: Romulus